# Kfz-Kennzeichen internationaler Organisationen
Einige internationale Organisationen vergeben für ihre Fahrzeuge eigene, nicht an einen bestimmten Staat gebundene Kfz-Kennzeichen.

## Vereinte Nationen
Die Fahrzeuge der Vereinten Nationen tragen während des Missionseinsatzes in der Regel eigene Kfz-Kennzeichen. Die UN-Nummernschilder folgen keiner einheitlichen Gestaltung, zeigen aber meist schwarze Schrift auf weißem Hintergrund. Gelegentlich findet sich auch das Farbschema Weiß/Hellblau in Anlehnung an die Farben der Vereinten Nationen. Die Schilder beginnen meist mit der Abkürzung UN für engl. United Nations oder dem entsprechenden Missionsnamen gefolgt von einer fortlaufenden Nummer. Nummernschilder des UNHCR zeigen die Buchstaben UNHCR in Hellblau. Bei manchen Einsatzfahrzeugen wird die Registrierung auch aufgesprüht bzw. aufgeklebt, sodass in diesem Fall de facto keine Nummernschilder vorhanden sind.
Ständige Vertretungen der UN erhalten für ihre Fahrzeuge meist Diplomatenkennzeichen des entsprechenden Landes. Ebenso werden an UN-Missionen beteiligte Fahrzeuge nationaler Streitkräfte nicht umgekennzeichnet. Sie behalten die entsprechenden Militärkennzeichen ihres Herkunftslands bei.

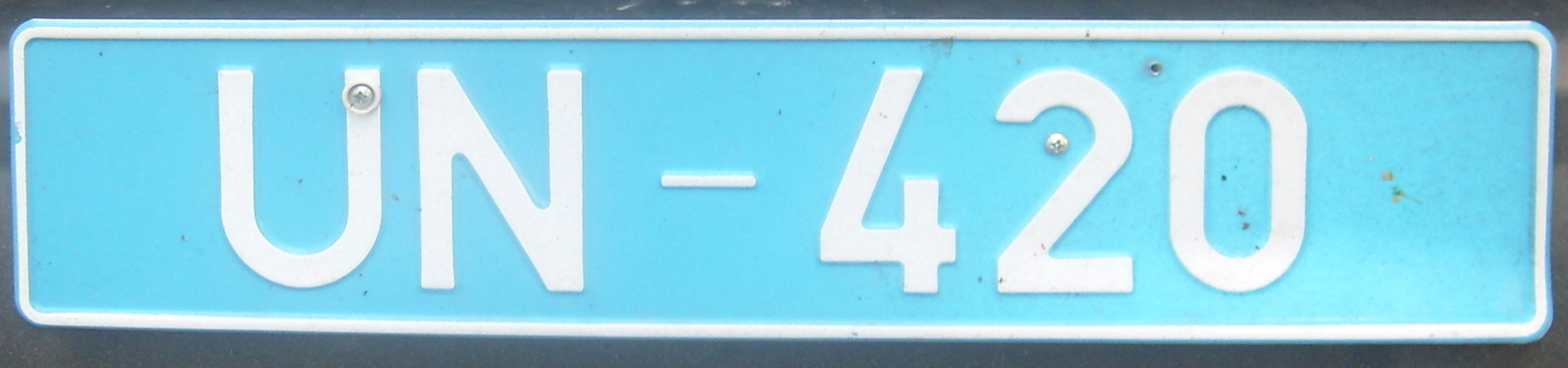
UNFICYP in Zypern
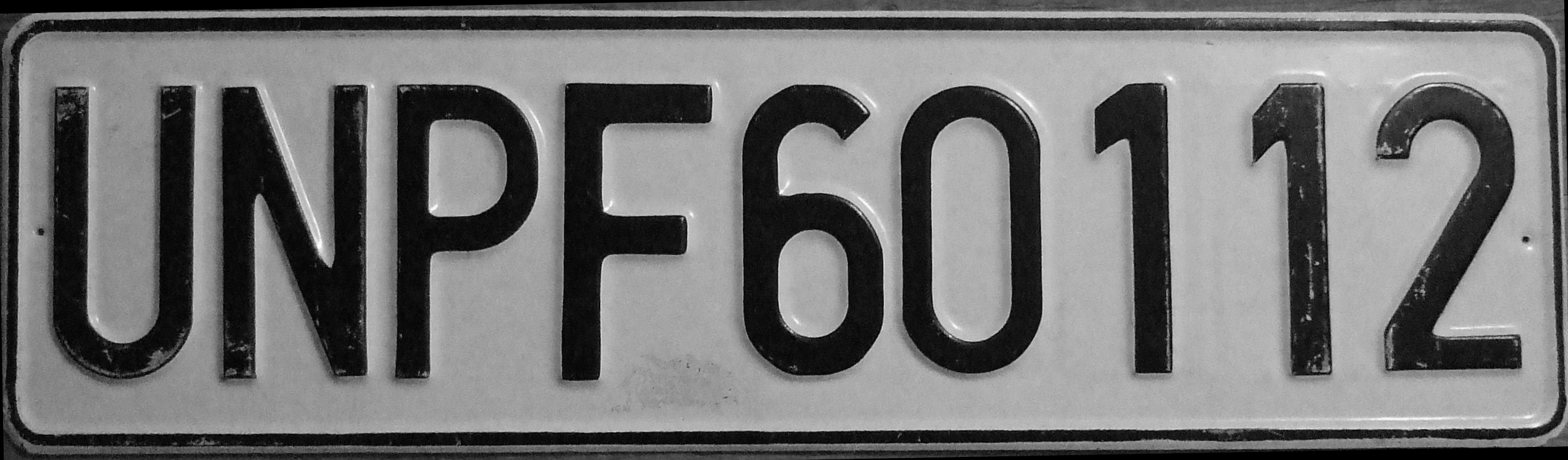
UNPF in Bosnien und Herzegowina (1995)
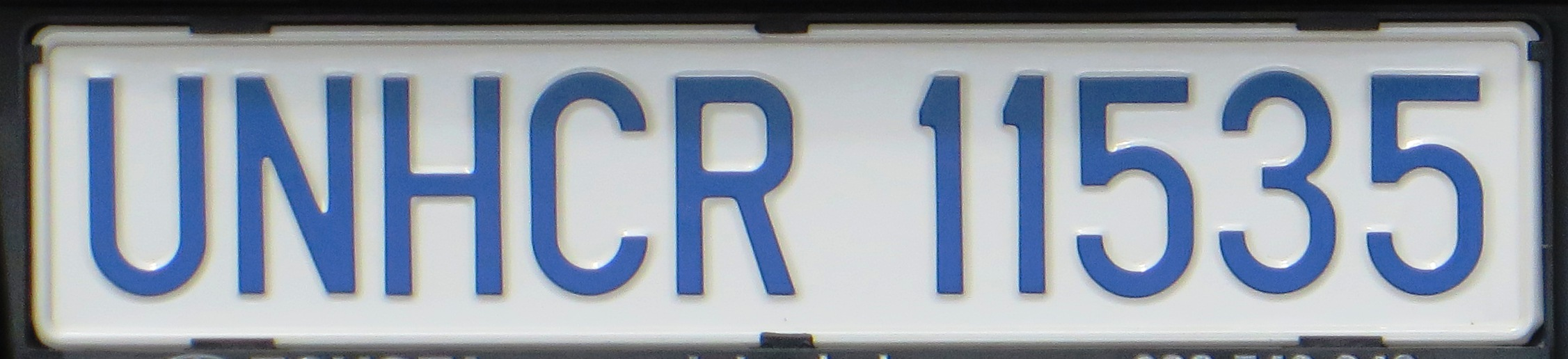
UNHCR in Albanien
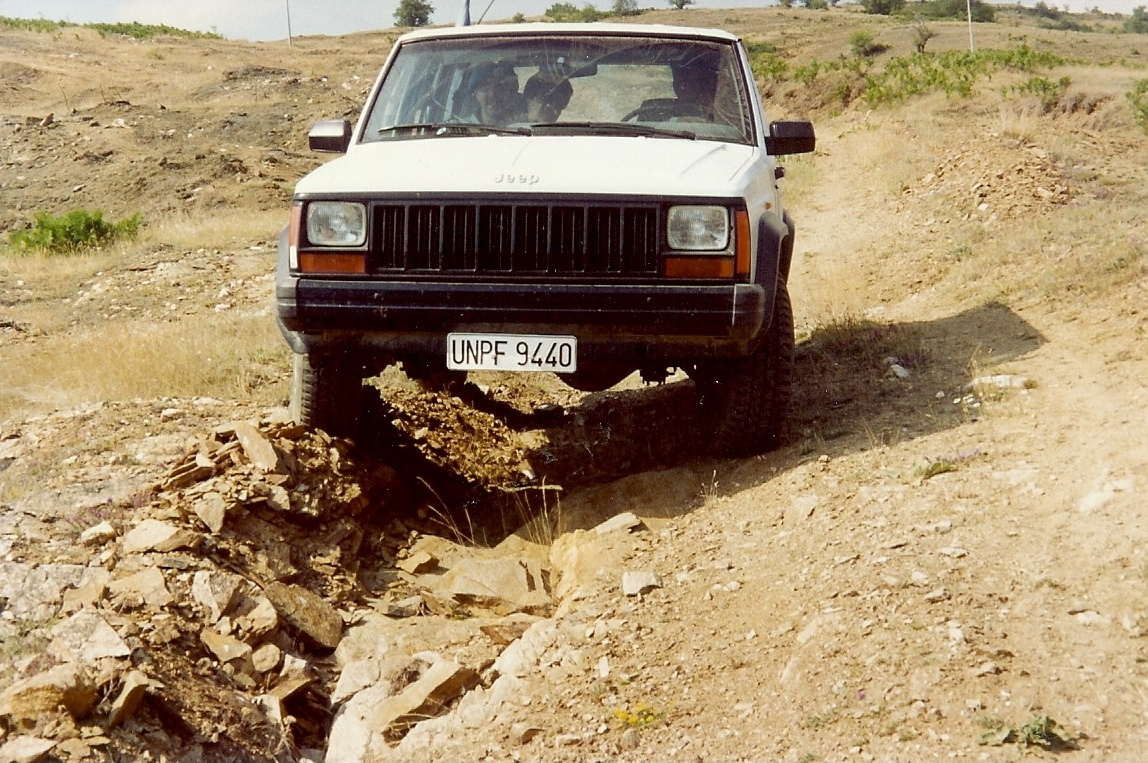
UNPROFOR (1993)
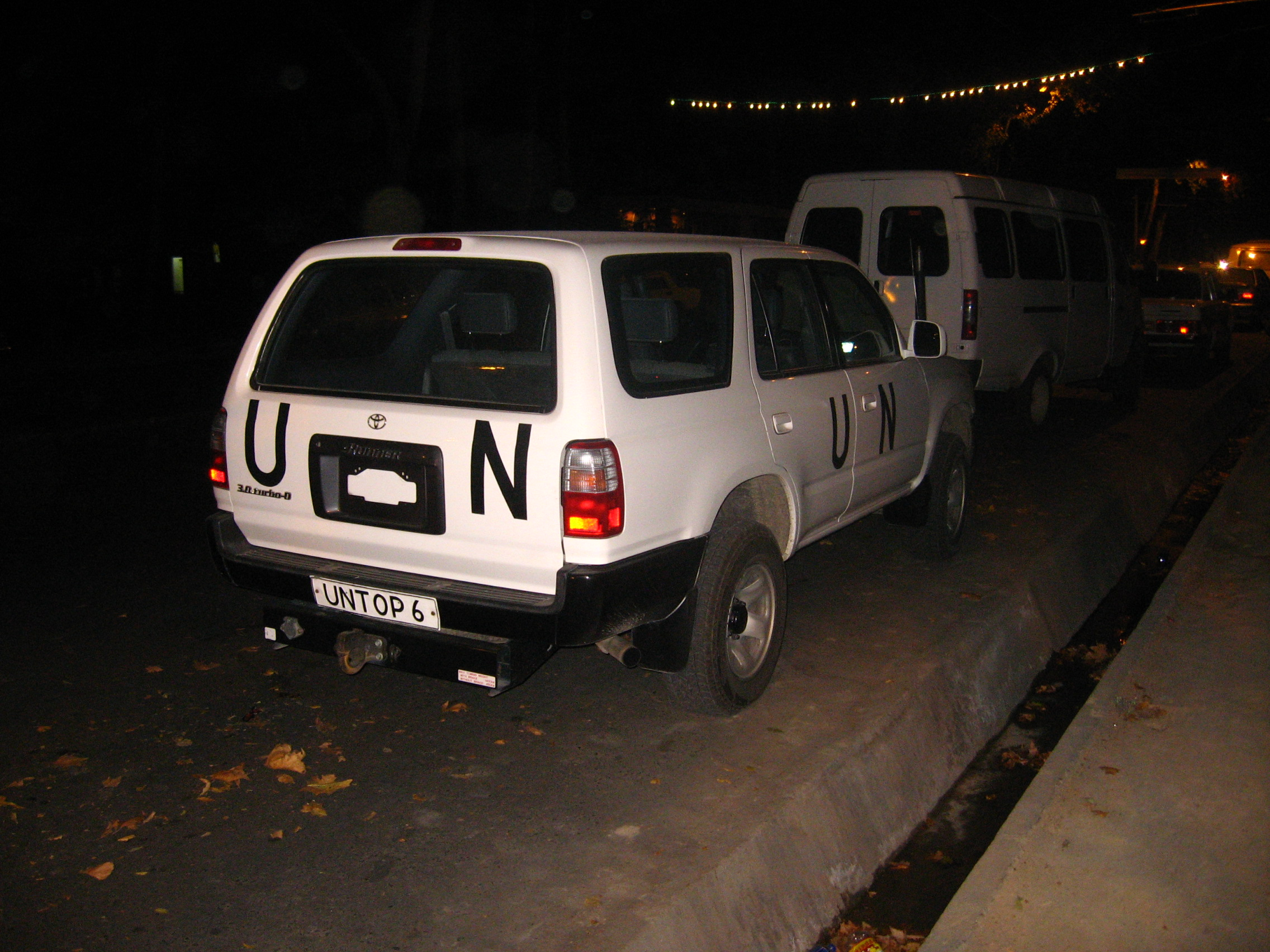
United Nations Tajikistan Office of Peace-Building (UNTOP) (2006)
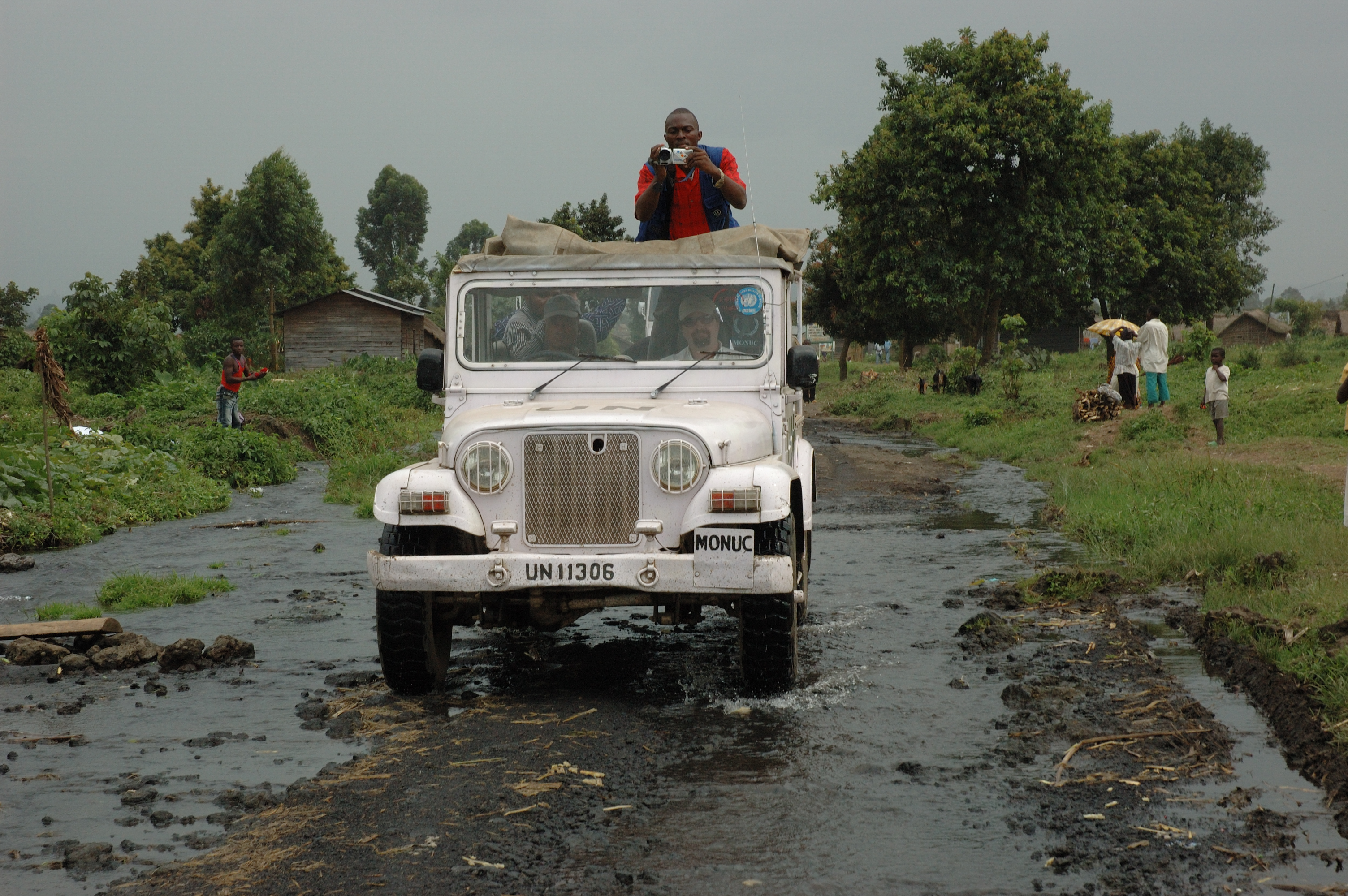
MONUC in der DR Kongo, Nummer aufgemalt (2007)
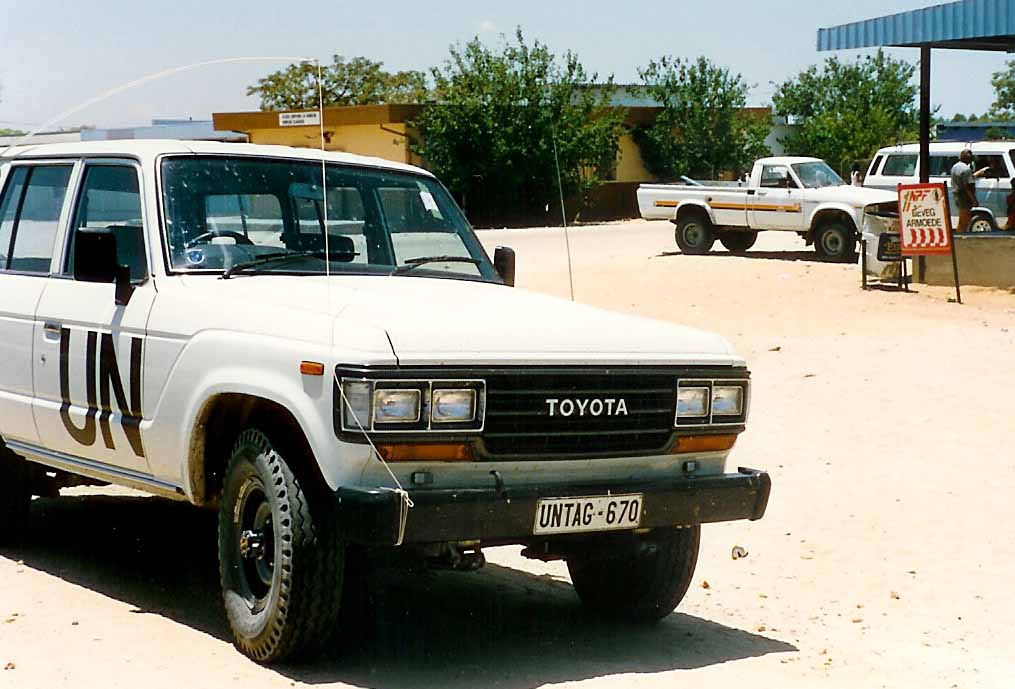
UNTAG in Namibia (1989)
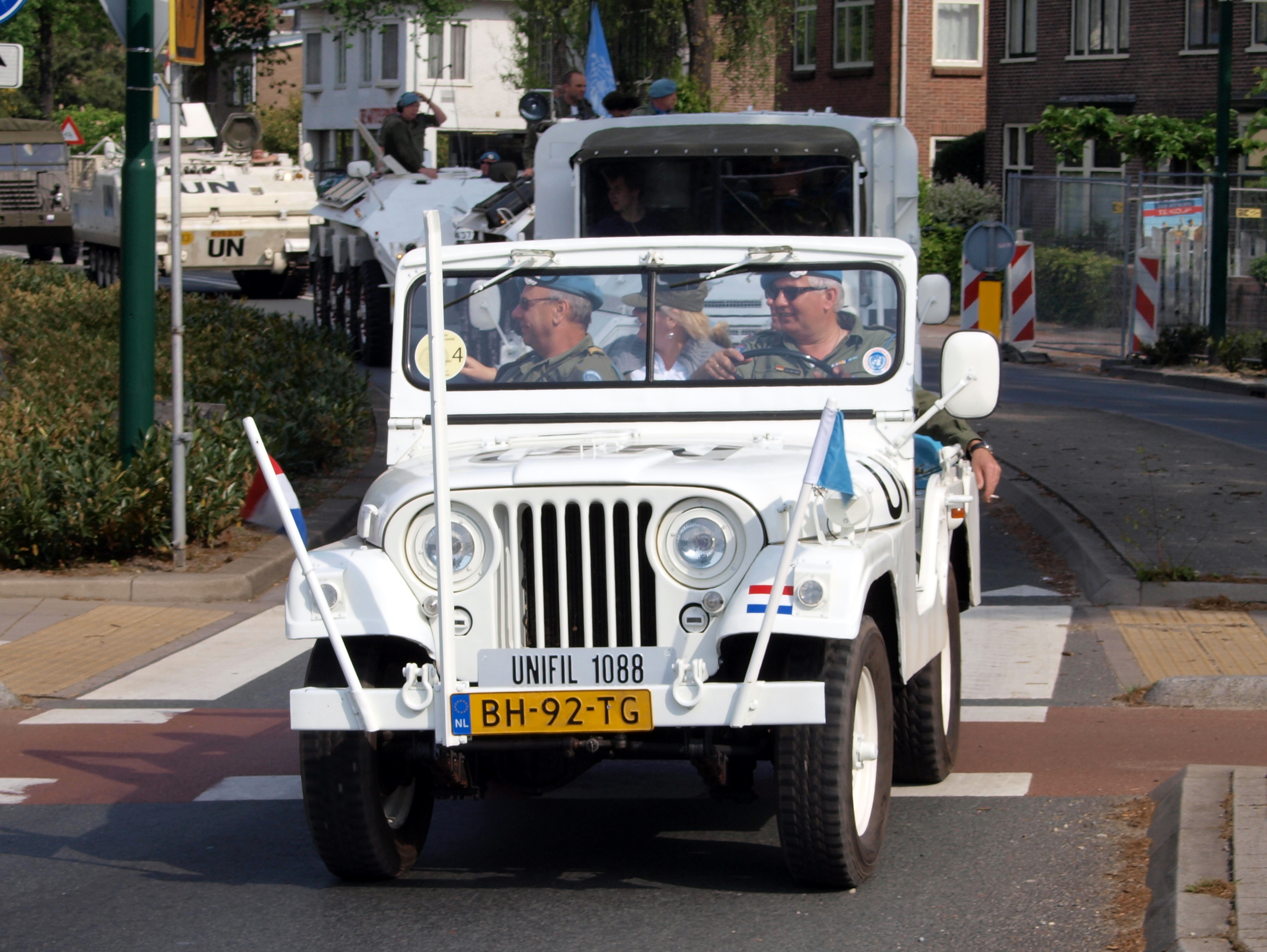
UNIFIL-Fahrzeuge mit zwei Kennzeichen
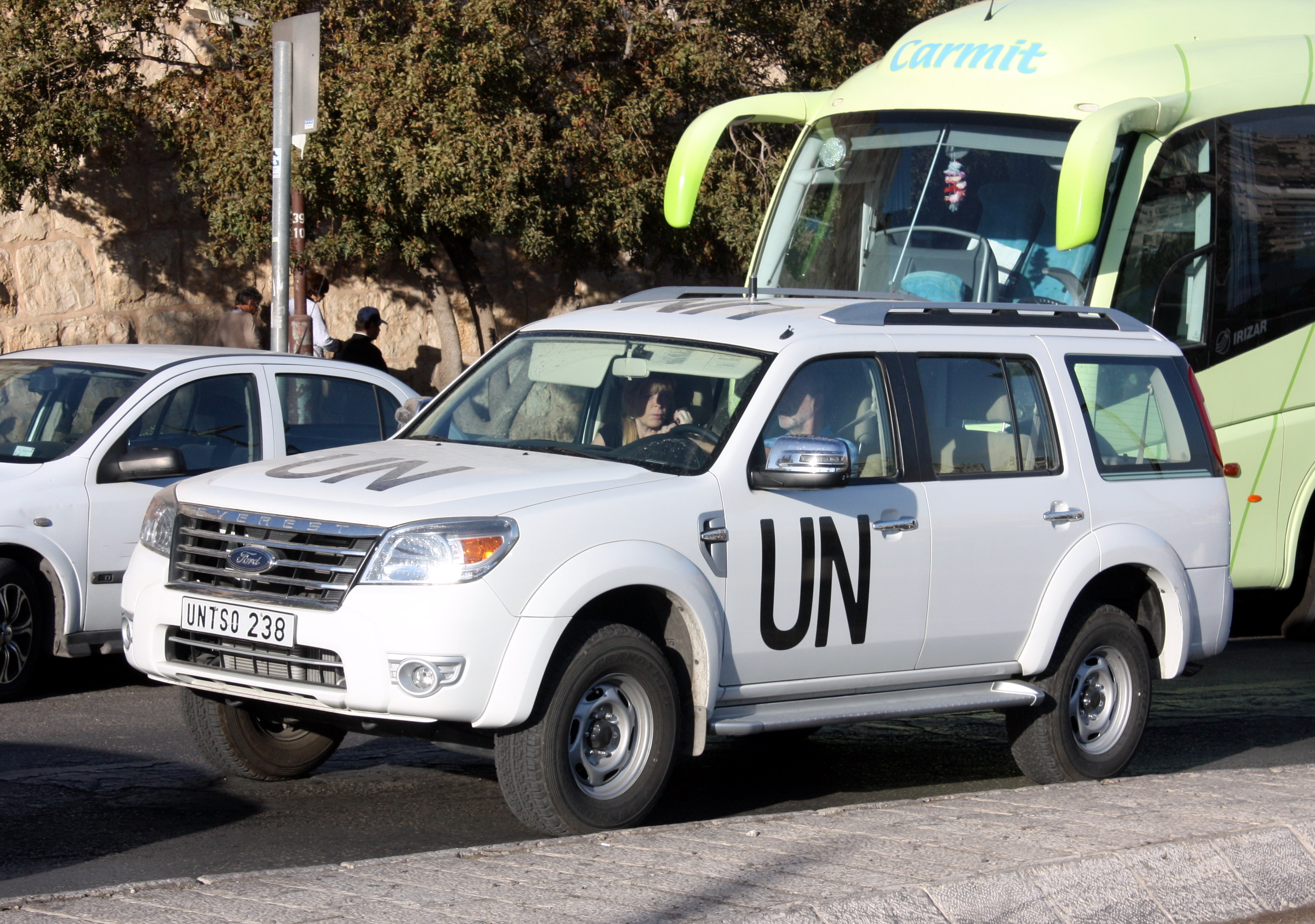
UNTSO in Israel (2012)
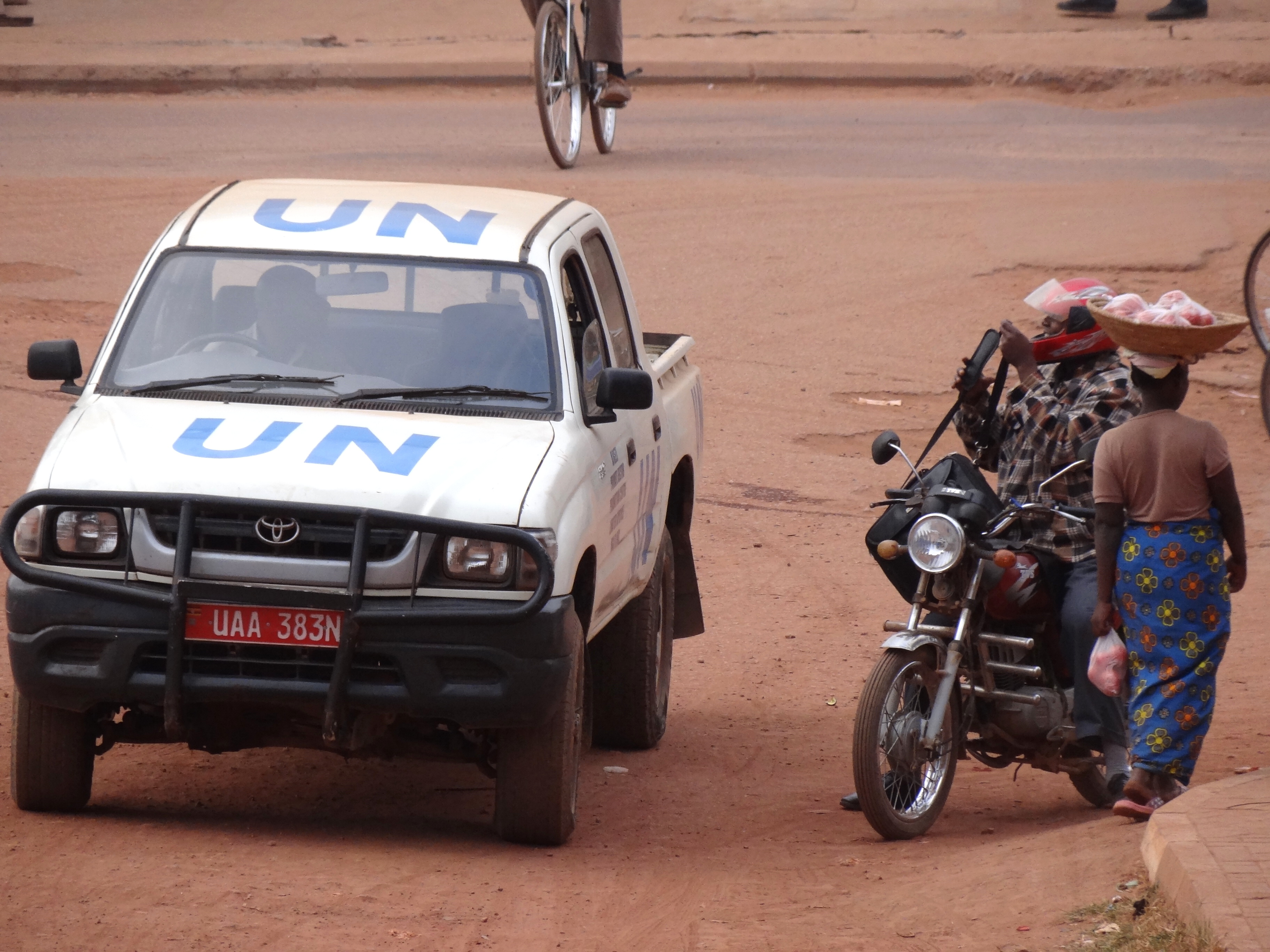
UN-Fahrzeug mit ugandischem Kennzeichen
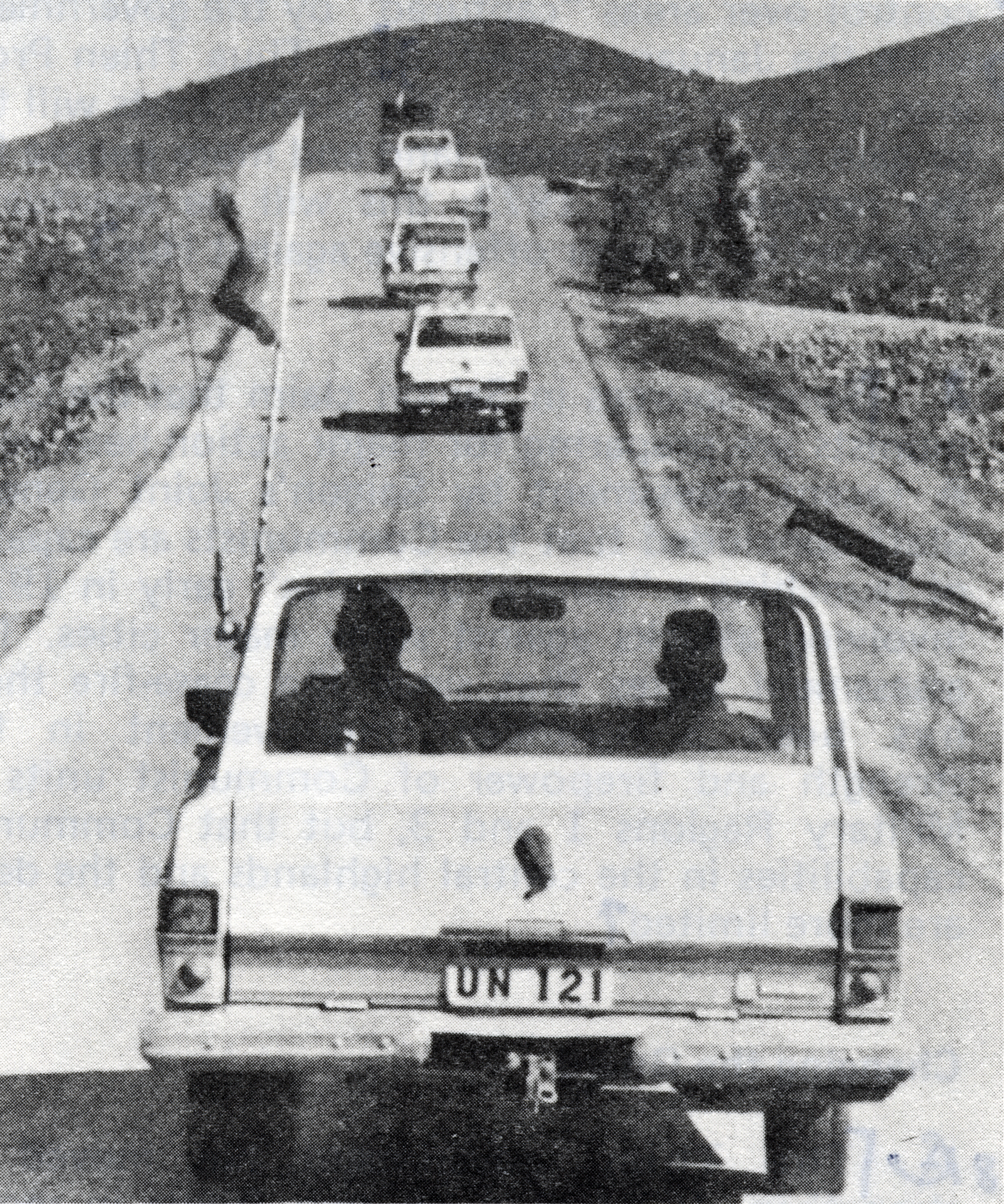
UN-Fahrzeug mit niedriger Nummer im Jahr 1973
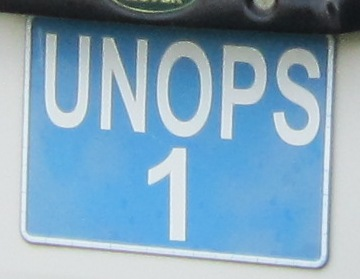
UNOPS in Zypern
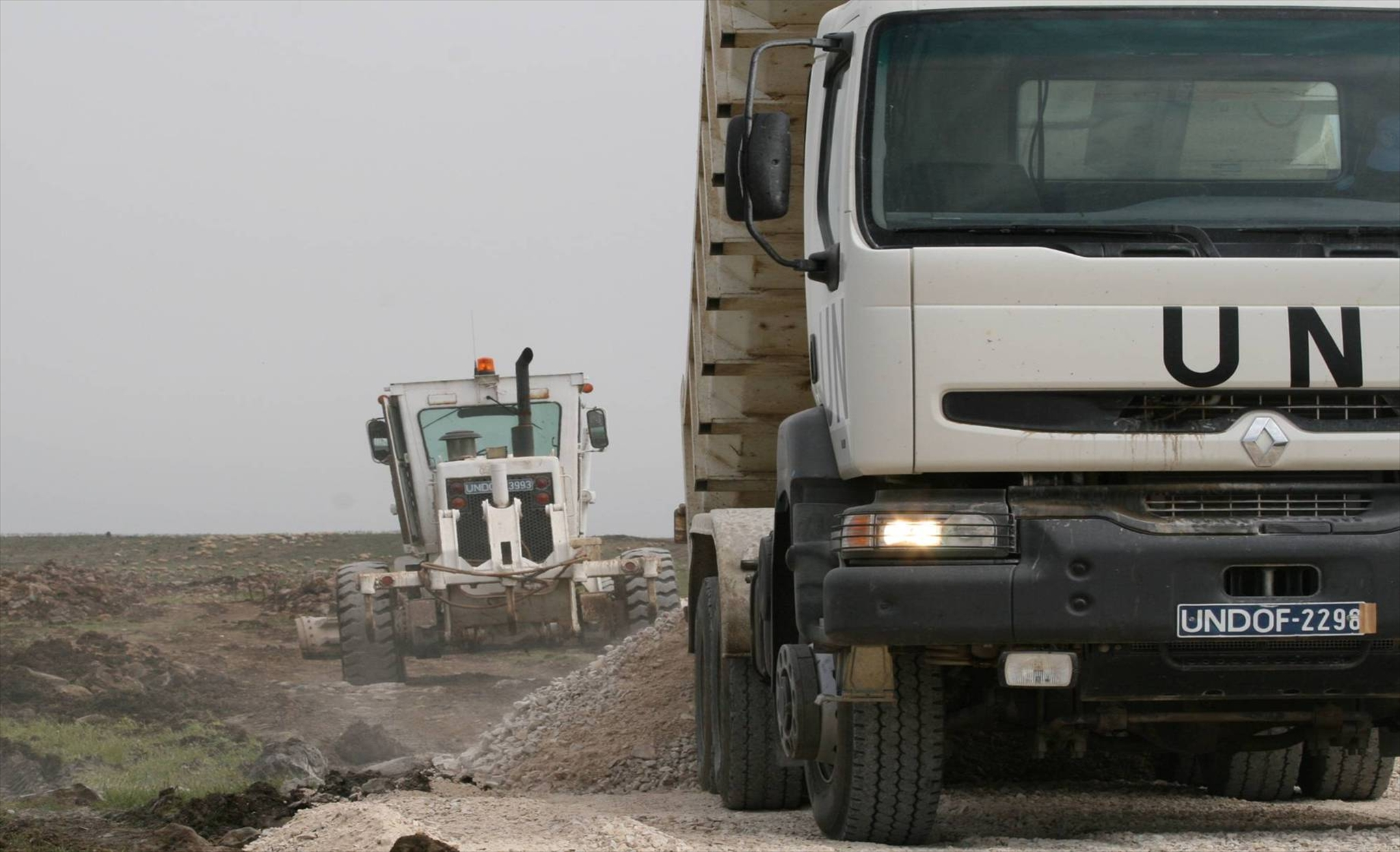
UNDOF in den Golanhöhen
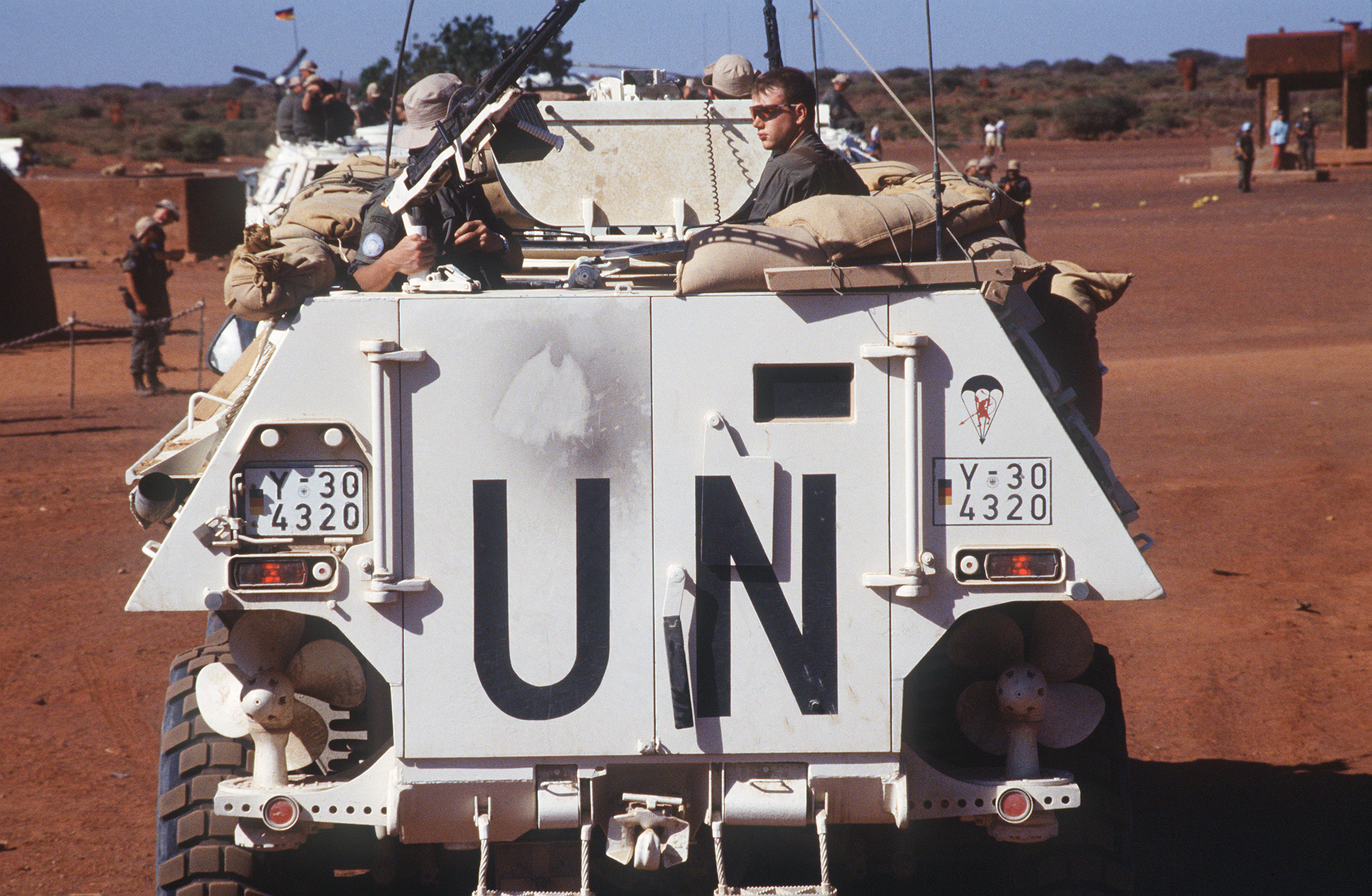
Fahrzeug der UNOSOM II mit Kennzeichen der Bundeswehr

## OSZE

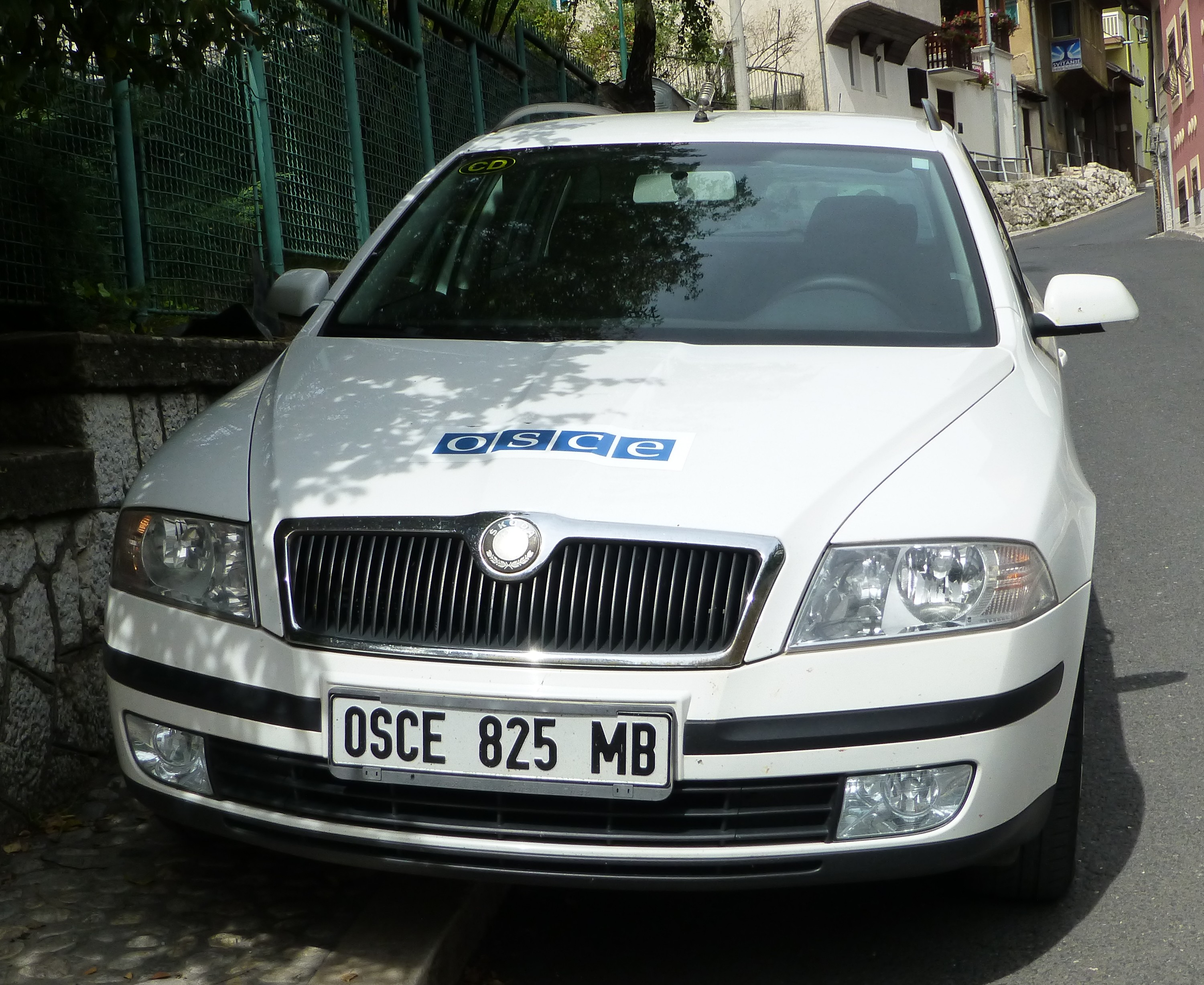
OSZE-Fahrzeug in Sarajevo

Fahrzeuge der Organisation für Sicherheit und Zusammenarbeit in Europa nutzen weiße Kennzeichen mit schwarzer Aufschrift. Die Schilder beginnen mit der englischen Abkürzung OSCE (Organization for Security and Co-operation in Europe), gefolgt von einer fortlaufenden Nummer. Am Ende des Schildes geben zwei Buchstaben das Einsatzland an.
| Kürzel | Einsatzland                               |
| ------ | ----------------------------------------- |
| MB     | Bosnien und Herzegowina                   |
| MC     | Kroatien nur 1995 Republik Tschetschenien |
| MK     | Kosovo                                    |
| MS     | Nordmazedonien                            |
| MT     | Tadschikistan                             |
| MY     | BR Jugoslawien Serbien und Montenegro     |
| MZ     | Kroatien (Zagreb)                         |
| P      | Albanien                                  |
| PA     | Albanien                                  |

## Europäische Union
siehe Hauptartikel Kraftfahrzeugkennzeichen (Europäische Union)

## NATO

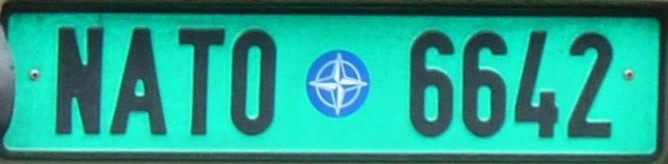
NATO-Kennzeichen

Fahrzeuge der NATO-Hauptquartiere in den einzelnen Einsatzländern erhalten eigene Kennzeichen zugeteilt. Diese zeigen den Schriftzug NATO, das NATO-Symbol und eine fortlaufende Nummer auf türkisgrünem Untergrund. Auch für die Missionen der KFOR und SFOR werden bzw. wurden spezielle Nummernschilder geprägt. Sie zeigen den Missionsnamen, das NATO-Symbol und eine Nummer. 

An NATO-Missionen beteiligte Fahrzeuge nationaler Streitkräfte behalten in der Regel ihr nationales Kennzeichen.